# 黎恩灝
黎恩灝 (Eric Lai)，香港人。持有英國法律深造文憑(PGDL)、香港中文大學社會科學（政治與行政學）學士、倫敦政治經濟學院（政治社會學）科學碩士，倫敦大學亞非學院哲學博士（法律學）。本科畢業後負笈英倫，繼而在香港高教界工作。曾兼任香港浸會大學政治及國際關係學系講師、嶺南大學政治系講師、香港公開大學文學及社會科學學院導師、香港大學比較法及公法研究中心 （页面存档备份，存于）訪問學人、倫敦大學國王學院法學院訪問研究員、美國喬治城大學亞洲法中心香港法學人。現為該中心研究員。研究專長包括法與社會、司法政治、法律專業主義、社會運動、國際人權及威權主義。他在2010年至2011年擔任香港中文大學學生會會長。2011年至2012年擔任民間人權陣線召集人。他的中文著作包括《破解香港的威權法治——傘後到反送中以來的民主運動 （页面存档备份，存于） 》（2021年）及《在夾縫中抵抗：從依法治國與司法抗爭的比較經驗看香港 （页面存档备份，存于）》(2024年）。英文著作有 Legal Resistance under Authoritarianism: The Struggle for the Rule of Law in Hong Kong(2025年）。